# Pegomya kiangsuensis
Pegomya kiangsuensis este o specie de muște din genul Pegomya, familia Anthomyiidae. A fost descrisă pentru prima dată de Fan în anul 1964. Conform Catalogue of Life specia Pegomya kiangsuensis nu are subspecii cunoscute.